# Chuquiña
Chuquiña ist eine Ortschaft im Departamento Oruro im Hochland des südamerikanischen Andenstaates Bolivien.

## Lage im Nahraum
Chuquiña ist zentraler Ort des Kanton Chuquiña und bevölkerungsreichste Ortschaft des Municipio Toledo in der Provinz Saucarí. Die Ortschaft Chuquiña liegt auf einer Höhe von 3753 m am rechten Ufer des Río Desaguadero, der im bolivianischen Hochland den Titicaca-See im Norden mit dem Poopó-See im Süden verbindet. 

## Geographie
Chuquiña liegt am östlichen Rand des bolivianischen Altiplano vor der Hochgebirgskette der Cordillera Central. Die Vegetation der Region ist karg, denn in dieser Höhe ist kein üppiges Wachstum mehr möglich. Die Region hat ein typisches Tageszeitenklima, bei dem die täglichen Temperaturschwankungen stärker ausgeprägt sind als die Temperaturschwankungen zwischen Winter und Sommer.
Die Jahresdurchschnittstemperatur liegt im langjährigen Mittel bei 8 °C, die Monatswerte schwanken zwischen 4 °C im Juni/Juli und 11 °C im Dezember (siehe Klimadiagramm Caracollo). Nächtliche Frosttemperaturen sind jedoch zu fast jeder Jahreszeit möglich. Der Jahresniederschlag liegt bei niedrigen 400 mm, wobei von April bis Oktober eine ausgeprägte Trockenzeit herrscht und nur von Dezember bis März nennenswerte Niederschläge von bis zu 100 mm im Monatsmittel fallen. Aufgrund der geringen Niederschläge ist der Himmel meist klar und von intensiv blauer Farbe.

## Verkehrsnetz
Chuquiña liegt 52 Straßenkilometer entfernt von Oruro, der Hauptstadt des gleichnamigen Departamentos.
Von Oruro aus führt die asphaltierte Nationalstraße Ruta 1 nach Norden Richtung Caracollo und La Paz. Fünf Kilometer hinter Oruro zweigt eine unbefestigte Landstraße nach Nordwesten in Richtung La Joya ab und überquert nach 44 Kilometern den Río Desaguadero. Direkt hinter der Brücke führt eine drei Kilometer lange Stichstraße nach Süden bis Chuquiña.

## Bevölkerung
Die Einwohnerzahl von Chuquiña war in den vergangenen beiden Jahrzehnten deutlichen Schwankungen unterworfen:
| Jahr | Einwohner | Quelle       |
| ---- | --------- | ------------ |
| 1992 | 277       | Volkszählung |
| 2001 | 871       | Volkszählung |
| 2012 | 331       | Volkszählung |
| 2024 |           | Volkszählung |

In Chuquiña ist die Aymara-Bevölkerung vorherrschend, im Municipio Toledo sprechen 83 Prozent der Bevölkerung Aymara.

## Umsiedlung
Mitte der 1980er Jahre begann die Minengesellschaft Inti Raymi Mining Company S.A. (IRSA) in der Region Chuquiña und La Joya mit der Erschließung großer epithermaler Goldlagerstätten. Zur Erschließung der Lagerstätten wurde nach und nach der Berg Kori Kollo bei Chuquiña abgetragen und Tagebau und Verarbeitungsbetrieb dicht an den Ort herangeführt. In Verhandlungen zwischen der Minengesellschaft und den Dorfbewohnern stimmten Letztere schließlich einer Verlegung ihres Heimatortes zu. So wurde bis zum Jahr 1999 die Ortschaft Villa Nueva Chuquiña errichtet mit 135 Häusern, Markteinrichtungen, einer Gesundheitsstation und einem Erziehungszentrum.